# Dasyprocta mexicana
El agutí negro o zerete prieto (Dasyprocta mexicana) es una especie de roedor histricomorfo de la familia Dasyproctidae auctótona del sur de México (Chiapas, Oaxaca, Veracruz y Tabasco).

## Descripción
Miden de 415 a 620 mm de longitud y la cola 10 a 35 mm. Con un peso de 1.3 K aproximadamente. Es un animal de pequeño tamaño, con orejas cortas. En los miembros posteriores tienen tres dedos provistos de garras, en forma de pezuñas. Las hembras presentan 4 pares de mamas ventrales. El pelaje es corto y brilloso, con el pelo más grueso y largo en la parte posterior, la coloración varía de un tono naranja pálido, a tonos cafés en el lomo. El vientre, es generalmente blanquecino o amarillento. Existiendo también el pelaje completamente negro.
El agutí es básicamente diurno, pero si hay actividad humana cerca, no deja la protección que le brinda su madriguera, hasta el oscurecer.
Es terrestre, camina, trota y galopa sobre sus dedos, pero también puede brincar verticalmente por lo menos 2 metros. Cuando se encuentra en peligro permanece inmóvil y en caso de ser descubierto, puede escapar con gran rapidez y agilidad. Usualmente se sienta para comer y sostiene el alimento con sus patas delanteras.
Esta especie vive en lugares muy cercanos al agua. Las madrigueras pueden ser construidas entre piedras a lo largo de lechos, ríos, o bajo las raíces de los árboles.
Acostumbran vivir en parejas, son monógamos, y ambos padres protegen a las crías.
Durante el cortejo, el macho rocía a la hembra con orina, causando en ella “un baile frenético”, después de esto la hembra permite al macho acercársele.
Las hembras tienen un promedio de 34 días en el ciclo estral, y un periodo de gestación de 104 a 120 días. Usualmente tienen dos crías, algunas veces tres, existiendo un récord de cuatro.
La lactancia dura aproximadamente 20 semanas. La separación entre los padres y las crías está asociada con la llegada de un nuevo pequeño.
Las crías al nacer están totalmente desarrolladas y con los ojos abiertos. Son capaces de correr a la primera hora de haber nacido. En muchos lugares ha declinado la población de agutíes, debido a que son cazados para su consumo.